# Wyszyna (Wysoka)
Wyszyna (niem. do 1945 r. Vorwerk Klein Wittstock) – przysiółek wsi Wysoka, położony w Polsce,  w województwie zachodniopomorskim, w powiecie myśliborskim, w gminie Boleszkowice. 
W latach 1975–1998 miejscowość administracyjnie należała do województwa gorzowskiego.

## Historia
Na początku XIX w. (1809 r.) istniała tu owczarnia nad małym jeziorem. Był to folwark pomocniczy dla Wysokiej (w domenie Dębno), mieściła się tu niewielka rządcówka. Polska nazwa Wyszyna została nadana urzędowo w 1948 r.

## Demografia
Ludność w ostatnich 3 wiekach: